# Rushlee Buchanan
Rushlee Buchanan, née le 20 janvier 1988 à Te Awamutu, est une coureuse cycliste néo-zélandaise. Elle a participé à deux reprises aux Jeux olympiques et a représenté son pays sur route et sur piste pendant 12 ans. Elle a notamment remporté quatre médailles de bronze aux championnats du monde sur piste entre 2010 et 2019, ainsi que de nombreux titres nationaux, dont cinq titres sur route.

## Biographie
Rushlee Buchanan découvre le cyclisme sur piste lors des Jeux olympiques de Sydney en 2000, où elle inspirée par les performances de sa compatriote Sarah Ulmer. Elle décide de lui écrire une lettre et Ulmer lui répond et lui offre un kit de course.
En 2005, elle s'illustre en devenant à Vienne vice-championne du monde de course aux points juniors (moins de 19 ans). L'année suivante, elle est championne de Nouvelle-Zélande sur route juniors. En 2009, elle rejoint le programme de haute performance de la Fédération néo-zélandaise de cyclisme. La même année, elle remporte le championnat de Nouvelle-Zélande du critérium et devient championne d'Océanie de poursuite par équipes.
En 2010 et 2014, elle est championne de Nouvelle-Zélande sur route. Aux mondiaux sur piste de 2010 à Copenhague, elle est médaillée de bronze de la poursuite par équipes avec Lauren Ellis et Alison Shanks. Lors de la finale pour la médaille de bronze, l'équipe néo-zélandaise établit un nouveau record du monde en 3 minutes et 21,552 secondes. Ce record est effacé en mai 2010 par les Américaines Sarah Hammer, Dotsie Bausch et Lauren Tamayo en 3 min 19 s 569. En 2011, elle est championne d'Océanie de course aux points. Aux Jeux olympiques de Londres de 2012, elle est remplaçante pour la poursuite par équipes, mais ne participe à aucun tour lors de la compétition, où ses coéquipières terminent cinquièmes.
En 2013, elle est double championne d'Océanie sur le scratch et la poursuite par équipes (avec Lauren Ellis, Jaime Nielsen et Georgia Williams). En 2016, elle gagne les deux titres néo-zélandais sur route : course en ligne et contre-la-montre individuel. Elle est sélectionnée pour participer aux Jeux olympiques de Rio de Janeiro. Avec Jaime Nielsen, Racquel Sheath et Georgia Williams, elle se classe quatrième de la poursuite par équipes.
En 2017, elle est de nouveau  championne de Nouvelle-Zélande sur route, devenant la première cycliste féminine de son pays à remporter ce titre quatre fois. Aux championnats du monde sur piste de Hong Kong la même année, elle remporte avec Racquel Sheath, Kirstie James, Jaime Nielsen et Michaela Drummond la médaille de bronze sur la poursuite par équipes. Elle décroche également trois médailles, dont le titre en poursuite par équipes aux championnats d'Océanie 2017.
À partir de 2018, elle se concentre sur le cyclisme sur piste. Aux championnats du monde de 2018 à Apeldoorn, elle s'adjuge la médaille de bronze sur l'omnium après être passée de la onzième à la troisième place dans la course aux points finale, en prenant deux tours d'avance sur ses adversaires. La même année, elle décroche l'argent sur la poursuite par équipes des Jeux du Commonwealth. En 2019, elle fait partie du quatuor néo-zélandais qui remporte deux manches de Coupe du monde et décroche une nouvelle médaille de bronze en poursuite par équipes lors des mondiaux de Pruszków.
En août 2021, elle participe aux Jeux Tokyo et se classe 8e de la poursuite par équipes et 11e de la course à l'américaine. Peu après les Jeux, elle raconte dans un article ses difficultés mentales en tant qu'athlète de haut niveau durant sa carrière. Elle arrête sa carrière à l'issue de la saison 2021. Elle annonce vouloir continuer à travailler dans le sport, notamment grâce à sa maîtrise en management du sport. En 2023, elle dirige l'équipe nationale néo-zélandaise aux mondiaux sur piste juniors.

## Vie privée
En 2014, Rushlee Buchanan se marie au cycliste américain Adrian Hegyvary. Le couple met fin à sa carrière cycliste ensemble en 2021 après les Jeux olympiques de Tokyo.
En 2019, elle reçoit un « New Zealand Cycling Award ».

## Palmarès sur piste

### Jeux olympiques
- Rio 2016
  - 4e de la poursuite par équipes
- Tokyo 2020
  - 8e de la poursuite par équipes
  - 11e de la course à l'américaine

### Championnats du monde
| Édition / Épreuve              | Poursuite par équipes | Course aux points | Scratch | Omnium |
| Vienne 2005 (juniors)          |                       | Argent            |         |        |
| Copenhague 2010                | Bronze                |                   | 15e     |        |
| Melbourne 2012                 |                       | 14e               |         |        |
| Saint-Quentin-en-Yvelines 2015 | 4e                    |                   | 12e     |        |
| Londres 2016                   | 4e                    |                   |         |        |
| Hong Kong 2017                 | Bronze                |                   |         |        |
| Apeldoorn 2018                 | 6e                    |                   |         | Bronze |
| Pruszków 2019                  | Bronze                |                   |         | 9e     |
| Berlin 2020                    | 6e                    |                   |         |        |

### Coupe du monde
- 2010-2011
  - 1re de la poursuite par équipes à Cali (avec Lauren Ellis et Alison Shanks)
  - 1re de la poursuite par équipes à Pékin (avec Kaytee Boyd et Jaime Nielsen)
- 2015-2016
  - 3e de la poursuite par équipes à Cambridge
- 2016-2017
  - 2e de la poursuite par équipes à Los Angeles
- 2017-2018
  - 1re de la poursuite par équipes à Santiago (avec Kirstie James, Bryony Botha et Racquel Sheath)
  - 2e de la poursuite par équipes à Milton
- 2018-2019
  - 1re de la poursuite par équipes à Cambridge (avec Racquel Sheath, Bryony Botha, Kirstie James et Michaela Drummond)
  - 2e de la poursuite par équipes à Saint-Quentin-en-Yvelines
  - 3e de la poursuite par équipes à Milton
  - 3e de l'américaine à Cambridge
- 2019-2020
  - 1re de la poursuite par équipes à Cambridge (avec Bryony Botha, Holly Edmondston, Kirstie James et Jaime Nielsen)
  - 2e de la poursuite par équipes à Brisbane

### Jeux du Commonwealth
| Édition / Épreuve | Poursuite par équipes |
| Gold Coast 2018   | Argent                |

### Championnats d'Océanie
| Édition / Épreuve | Poursuite individuelle | Poursuite par équipes                      | Course aux points | Américaine | Scratch | Omnium |
| Adélaïde 2008     |                        | Bronze                                     |                   |            |         |        |
| Invercargill 2009 | Bronze                 | Or (avec Boyd et Ellis)                    |                   |            |         |        |
| Invercargill 2011 | 4e                     | Bronze                                     | Or                |            |         |        |
| Invercargill 2013 | 6e                     | Or (avec Nielsen, Williams et Ellis)       | 4e                |            | Or      |        |
| Cambridge 2017    |                        | Or (avec Botha, James, Sheath et Drummond) |                   | Bronze     |         | Argent |
| Adélaïde 2018     |                        |                                            |                   | Bronze     |         | 8e     |
| Invercargill 2019 |                        |                                            |                   | 6e         | Argent  | Bronze |

### Championnats nationaux
- Championne de Nouvelle-Zélande du scratch en 2010
- Championne de Nouvelle-Zélande de poursuite par équipes en 2010 et 2017
- Championne de Nouvelle-Zélande de course aux points en 2017
- Championne de Nouvelle-Zélande de poursuite par équipes en 2019
- Championne de Nouvelle-Zélande de course à l'américaine en 2020

## Palmarès sur route
- 2006

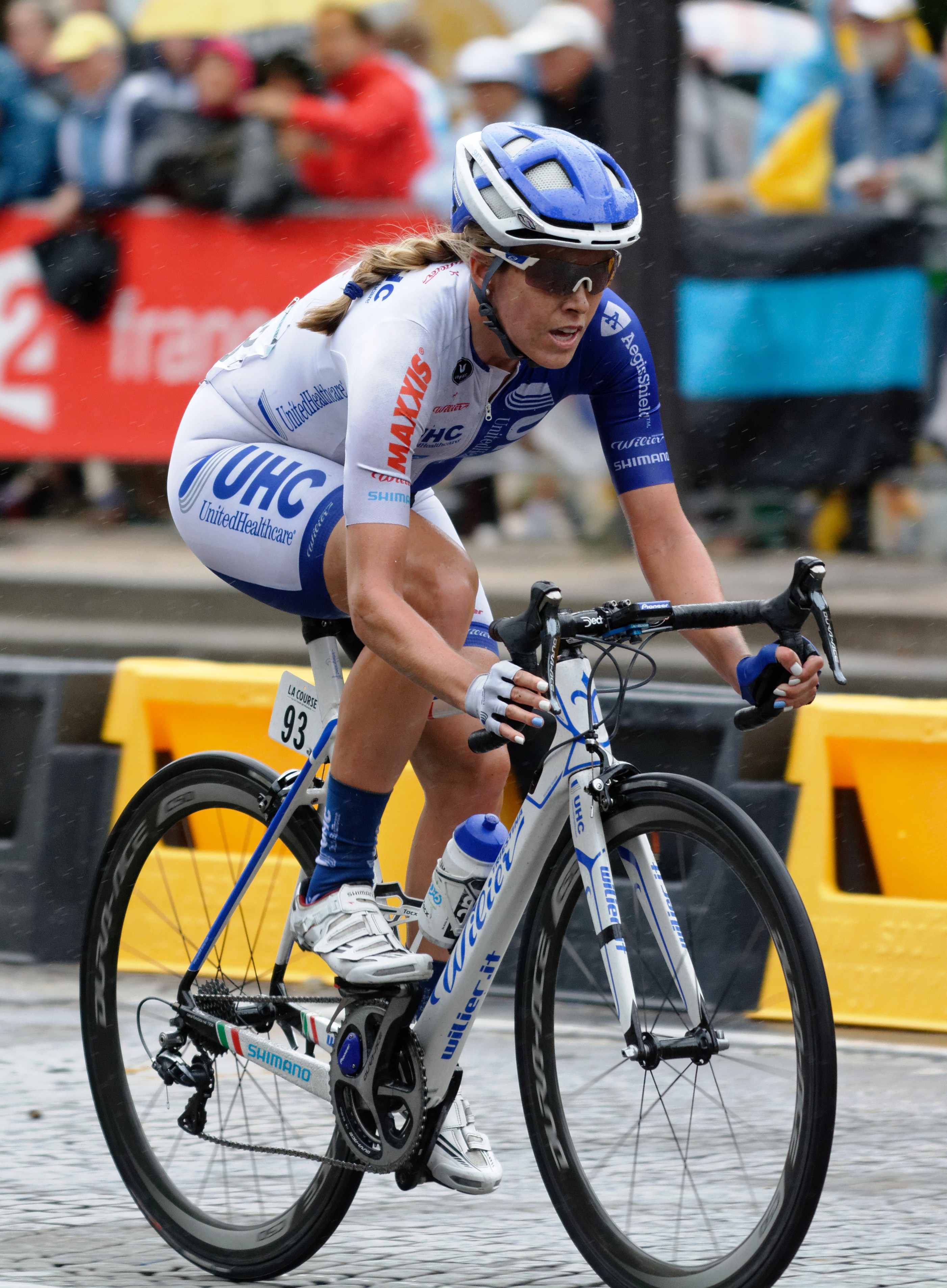
Buchanan lors de La course by Le Tour de France 2015.

  -  Championne de Nouvelle-Zélande sur route juniors
- 2007
  - 2e étape du Tour de Delta
  - 3e du Tour de Delta
- 2009
  -  Championne de Nouvelle-Zélande du critérium
- 2010
  -  Championne de Nouvelle-Zélande sur route
- 2011
  - 3e du championnat de Nouvelle-Zélande sur route
- 2014
  -  Championne de Nouvelle-Zélande sur route
- 2016
  -  Championne de Nouvelle-Zélande sur route
  -  Championne de Nouvelle-Zélande du contre-la-montre
- 2017
  -  Championne de Nouvelle-Zélande sur route
  - 3e du championnat de Nouvelle-Zélande du contre-la-montre
- 2018
  - 2e du championnat de Nouvelle-Zélande du contre-la-montre